# Hưng Sơn, Nghi Xương
Hưng Sơn (chữ Hán giản thể: 兴山县, Hán Việt: Hưng Sơn huyện) là một huyện thuộc địa cấp thị Nghi Xương, tỉnh Hồ Bắc, Cộng hòa Nhân dân Trung Hoa. Huyện này có diện tích 2328 km², dân số năm 2004 là 180.000 người. Huyện Hưng Sơn được chia ra các đơn vị hành chính gồm 6 trấn: Cao Dương, Hiệp Khẩu, Nam Dương, Hoàng Lương, Thủy Nguyệt và 2 hương: Cao Kiều, Trăn Tử. Trong khu vực huyện này có 3580 ngọn núi lớn nhỏ khác nhau. Huyện Hưng Sơn có nhiều rừng rậm.